# サラリーマン出世太閤記
『サラリーマン出世太閤記』（サラリーマンしゅっせたいこうき）は、1957年6月19日に東宝系で公開された日本映画。モノクロ。スタンダード。87分。
キャッチコピーは「猪突猛進若者たちが出世賭けの功名争い」

## 概要
『太閤記』からヒントを得、正義感は強いがバンカラな主人公・木下秀吉（きのした・ひできち）が自動車会社「日本自動車」に入社し、部長まで出世するシリーズの第1作。本作では学生時代から日本自動車に入社し、工場係長心得の辞令を得るまでを描く。
主演は既に東宝の人気俳優となった小林桂樹、そして翌年（1958年）公開の『社長三代記』より『社長シリーズ』でも共演する加東大介や、白川由美・安西郷子・団令子（この年デビュー）などといった女優陣が脇を固める。

## スタッフ
- 製作：安達英三郎
- 脚本：笠原良三
- 監督：筧正典
- 撮影：小泉一
- 照明：横井総一
- 美術：小川一男
- 録音：宮崎正信
- 音楽：松井八郎
- 編集：岩下広一
- 助監督：梶田興治

## 出演者
- 木下秀吉（主人公）：小林桂樹
- 前田圭一郎（秀吉の学友→「日本自動車」社長秘書）：宝田明
- 左右田一（「日本自動車」社長）：加東大介

- 左右田悦子（左右田社長の姪）：安西郷子
- 山中エイ子（学生食堂「ぱちくり軒」の娘）：団令子
- 西川千枝子（「日本自動車」OL）：白川由美

- シャンソン歌手：越路吹雪
- 長谷川（「日本自動車」総務部長）：有島一郎
- 佐藤教授：清水一郎
- 国広：藤木悠
- 黒岩：土屋嘉男
- 岡田（「日本自動車」係長）：宮田洋容
- 左右田茂子（左右田社長の妻）：東郷晴子

- 山中為助（「ぱちくり軒」主人・エイ子の父）：沢村いき雄
- 工場長：土屋詩朗
- 泥棒：広瀬正一
- トラック運転手：大友伸
- 重役：生方壮児
- 重役：若宮忠三郎
- 大村：如月寛多
- 丸山：山本廉
- 福井：加藤春哉
- 守衛：西条悦朗

## エピソード
冒頭では秀吉の大学生のシーンがあるが、秀吉役の小林桂樹はこの年34歳であったため、同年代のエキストラを何人か集めて秀吉を囲ませ、後方では本物の学生のエキストラを使い、小林の年齢を感じさせないようにした

## 同時上映
『日本南極地域観測隊の記録 南極大陸』（記録映画）
- 企画：文部省／編集：伊勢兵之助／解説：秋山雪雄
- この作品は、1957年6月12日に『へそくり親爺』（監督：山崎裕理。主演：横山エンタツ）と2本立てで公開されていたが、同年6月19日に『へそくり親爺』に代わって、本作と2本立てで公開された。

## シリーズ作品
1. サラリーマン出世太閤記（1957年6月）
2. 続サラリーマン出世太閤記（1957年11月）
3. 続々サラリーマン出世太閤記（1958年9月）
4. サラリーマン出世太閤記 課長一番槍（1959年6月）
5. サラリーマン出世太閤記・完結篇 花婿部長No.1（1960年3月）